# Nacidas para sufrir
Nacidas para sufrir es una película española de 2009 dirigida por Miguel Albaladejo.

## Sinopsis
La Tía Flora (Petra Martínez) es una mujer de 73 años que siempre ha tenido que cuidar de los demás. Nunca se casó porque en realidad nunca estuvo muy interesada en los hombres, pero eso hizo que todos los familiares que iban necesitando los cuidados de otra persona siempre acabaran recurriendo a ella. Primero fueron sus padres, con los que nunca dejó de vivir, por lo que atenderlos hasta la muerte de ambos no dejó de ser la cosa más normal del mundo.
Pero después de eso ocurrió que su única hermana, bastante más joven que ella, que se había ido a la capital y allí había formado una familia, también se mató con el marido en un accidente de tráfico.
Así que la Tía Flora se encontró sola, soltera, cincuentona y con tres sobrinas de entre 15 y 8 años a las que cuidar. Últimamente, cuando ya las chicas se habían hecho mayores y se habían ido del pueblo, también le tocó cuidar de su Tía Benita, soltera como ella y muy longeva. Flora se hizo cargo de la anciana sin rechistar, aunque indignada por el hecho de que ninguna de sus sobrinas se plantease la posibilidad de mudarse de nuevo al pueblo para echarle una mano.
Por su parte, las tres sobrinas colaboraron de la forma que encontraron más sensata: buscando a otra mujer que ayudara a Flora y pagándole para que viviera con ella y con la anciana. Esta mujer es Purita (Adriana Ozores), una auténtica santa: trabajadora, sumisa, callada, obediente... casi como una esclava. Purita no es del mismo pueblo que la familia de Flora, ni siquiera de la misma región. Vino de muy lejos a trabajar en la vendimia y se quedó para siempre.

## Premios
66.ª edición de las Medallas del Círculo de Escritores Cinematográficos
| Categoría    | Persona        | Resultado |
| ------------ | -------------- | --------- |
| Mejor actriz | Petra Martínez | Ganadora  |